# Pastinaca tordylium
Pastinaca tordylium är en flockblommig växtart som beskrevs av Calest. Pastinaca tordylium ingår i släktet palsternackor, och familjen flockblommiga växter. Inga underarter finns listade i Catalogue of Life.